# Saga (roman)
Pour les articles homonymes, voir Saga (homonymie).
Saga est un roman de l'écrivain et scénariste français Tonino Benacquista, publié en 1997.

## Résumé
Une chaîne de télévision privée doit produire un feuilleton pour répondre aux impératifs de création française, imposés par les pouvoirs publics. Ne songeant qu’à réduire les frais, elle se décide pour une sitcom tournée avec un strict minimum de moyens financiers, qu’elle diffusera au beau milieu de la nuit. Certaine d’une audience extrêmement réduite, elle engage, pour écrire le scénario, quatre scénaristes au chômage : Louis, un has-been, Jérôme, un fan de science-fiction paumé, Mathilde, une autrice de romans à l’eau de rose, et Marco, un débutant (le narrateur).
Les scénaristes, libres de toute pression d'audience de la part du producteur et de la chaîne, se voient offrir une totale liberté d'imagination, et créeront, à travers deux familles vivant sur le même palier, des personnages et des situations totalement décalés. Dans une sorte de mise en abyme, de nombreuses scènes censées être écrites par les scénaristes sont d'ailleurs reproduites dans le roman, avec parfois les versions successives de leur travail.
Contrairement aux prévisions de la chaîne, et grâce aux insomniaques, aux malades et aux travailleurs de nuit, la série, baptisée Saga, connaîtra un immense succès...

## Chapitres
1. L'équipage
  - Louis Stanick
  - Mathilde Pellerin
  - Jérôme Durietz
  - Moi (Marco)
2. Saga
3. Comme un boomerang
4. No.80
5. Hubris
6. Les exilés
7. L'amour et la guerre

## Historique
À la fin des années 1980, la chaîne de Robert Hersant et Silvio Berlusconi La Cinq avait produit, pour répondre aux exigences de quotas de création française, une sitcom avec des moyens très modestes : Voisin, voisine. Lors des tournages, les comédiens devaient quasiment improviser sur une trame de scénario à peine ébauchée. Mais la série, diffusée elle aussi tard dans la nuit, n’avait pas eu le succès de Saga.

## Analyse
Par ce roman, écrit nerveusement, comme un polar, Tonino Benacquista stigmatise le milieu de la télévision, et nous parle du métier de scénariste. Les techniques que ses héros utilisent pour inventer une bonne histoire sont-elles celles de l’auteur, lui-même scénariste ?

## Récompense
- Grand prix des lectrices de Elle 1998.